# A2W-Reaktor
A2W-Reaktor ist die Bezeichnung für den Kernreaktor auf der Enterprise der United States Navy, dem ersten atomgetriebenen Flugzeugträger der Welt.
Das Kürzel steht für:
- A = Aircraft Carrier (Flugzeugträger)
- 2 = zweite Generation (A1W war der Prototyp vom Idaho National Laboratory)
- W = Westinghouse war der Hauptkontraktinhaber für die Konstruktion des Reaktors.

Die vier Antriebseinheiten auf der USS Enterprise haben je zwei Reaktoren mit den Bezeichnungen 1A - 1B, 2A - 2B, 3A - 3B und 4A - 4B. Jede Antriebseinheit kann mit nur einem Reaktor betrieben werden, wobei dann die meiste Energie für den Schiffantrieb benötigt wird.
Die Reaktoren sind Druckwasserreaktoren, die mit angereichertem Uran betrieben werden. Leichtes Wasser wird als Moderator und als Reaktorkühlmittel verwendet. Die thermische Leistung des Reaktors beträgt 150 MW.